# Julio Devoto
Julio Gelón Devoto (Ciudad de Buenos Aires; 2 de noviembre de 1916-Villa Unión, Provincia de La Rioja; 12 de julio de 1973), también conocido por su seudónimo Ampacama, fue un piloto argentino de automovilismo e inventor de vehículos. A pesar de haber nacido en la Ciudad de Buenos Aires, residió desde su juventud en la localidad de Albardón, Provincia de San Juan, a la que representó a lo largo de toda su trayectoria. Desarrolló su carrera deportiva compitiendo en la categoría Turismo Carretera, donde participó entre los años 1940 y 1960, logrando 12 triunfos en carreras finales.
A lo largo de su carrera deportiva, fue reconocido por emplear la técnica de alivianar sus vehículos, tratando de retirar el máximo posible de elementos de su coche, con el fin de lograr que sean lo más ágiles y ligeros posible para competir. Por fuera del ámbito deportivo, se le reconoce el haber sido precursor del utilitario conocido como Guanaquera, vehículo de carrocería abierta empleado por cazadores para recorrer los sitios de caza a mayor velocidad.
Murió trágicamente el 12 de julio de 1973 como consecuencia de un confuso episodio policial, en la localidad de Villa Unión, Provincia de La Rioja. Los motivos que originaron los hechos que terminaron con su muerte nunca fueron del todo esclarecidos, aunque en todos se reconoció a la Policía Provincial como responsable de su deceso.

## Biografía

### Orígenes
Originario de una familia de origen italiano, Julio Gelón Devoto nació en la Ciudad de Buenos Aires siendo su padre Fortunato una personalidad que tuvo una vida prolífica, en la que llegó a ser intendente de la localidad de Villa Aberastain. Tras su nacimiento, su familia retornó a la localidad sanjuanina de Albardón, donde desarrolló gran parte de su vida. Sus orígenes deportivos tuvieron lugar en el año 1944, donde comenzó a disputar carreras de autos sport con bajo éxito. A pesar de ello, comenzó a tomar contacto con pilotos que en el futuro se convertirían en reconocidos referentes de la disciplina, como Juan Manuel Fangio, Oscar Alfredo Gálvez o Eusebio Marcilla entre otros. Debido a sus orígenes relacionados con la alta sociedad sanjuanina, era muy común verlo en los parques cerrados enfundado en elegantes trajes, a diferencia de sus competidores quienes vestían los tradicionales mamelucos de mecánico. También fue debido a sus orígenes que para poder competir, recurrió a una práctica desarrollada por muchos, al utilizar un seudónimo para poder inscribirse en las competiciones. En esos tiempos, se había asociado con el competidor Juan Carlos Navone, quien en ese entonces poseía un taller llamado Ampakama. Esta palabra era un término de origen huarpe cuyo significado es "tierra de nadie", con el cual Devoto se sintió identificado para disfrazar su identidad, aunque modificandolo como Ampacama.

### Turismo Carretera
El desembarco de Julio Devoto en el TC se dio en el año 1947 y a partir de allí, comenzó a desandar su carrera en esta categoría donde tuvo participaciones relevantes como su intervención en el Gran Premio de la América del Sur de 1948, donde llegó a colocarse en cuarta posición hasta su deserción por desperfectos mecánicos. Sin embargo, lejos de dejarse llevar por los malos resultados, continuó compitiendo hasta que en 1950 consiguió el primero de una serie de 12 triunfos. El mismo, tuvo lugar el 19 de noviembre de ese año, al llevarse una competencia para no ganadores corrida en la ciudad de Mar del Plata. A partir de allí, su carrera continuó redondeando 65 participaciones entre 1947 y 1964, con 12 victorias en competencias finales. A pesar de no haber obtenido títulos, siempre se destacó por su velocidad y estilo conductivo arriesgado.
- [2]

## Trayectoria
| Año  | Categoría         | Marca   |
| ---- | ----------------- | ------- |
| 1947 | Turismo Carretera | Ford V8 |
| 1948 | Turismo Carretera | Ford V8 |
| 1949 | Turismo Carretera | Ford V8 |
| 1950 | Turismo Carretera | Ford V8 |
| 1951 | Turismo Carretera | Ford V8 |
| 1952 | Turismo Carretera | Ford V8 |
| 1953 | Turismo Carretera | Ford V8 |
| 1954 | Turismo Carretera | Ford V8 |
| 1955 | Turismo Carretera | Ford V8 |
| 1956 | Turismo Carretera | Ford V8 |
| 1957 | Turismo Carretera | Ford V8 |
| 1958 | Turismo Carretera | Ford V8 |
| 1959 | Turismo Carretera | Ford V8 |
| 1960 | Turismo Carretera | Ford V8 |
| 1961 | Turismo Carretera | Ford V8 |
| 1962 | Turismo Carretera | Ford V8 |
| 1964 | Turismo Carretera | Ford V8 |

- [3]

## Sus triunfos en el TC
| #  | Fecha      | Competencia                      | Marca   |
| -- | ---------- | -------------------------------- | ------- |
| 1  | 19/11/1950 | GP Mar del Plata                 | Ford V8 |
| 2  | 16/03/1952 | GP Comodoro Rivadavia            | Ford V8 |
| 3  | 03/05/1953 | Circuito La Tablada, Córdoba     | Ford V8 |
| 4  | 21/06/1953 | Autódromo de Mendoza             | Ford V8 |
| 5  | 06/09/1953 | Autódromo de Mendoza             | Ford V8 |
| 6  | 20/09/1953 | Premio Vicegobernador de Córdoba | Ford V8 |
| 7  | 19/06/1960 | Vuelta de Casilda                | Ford V8 |
| 8  | 28/08/1960 | Autódromo de Buenos Aires        | Ford V8 |
| 9  | 25/09/1960 | Vuelta de Ensenada               | Ford V8 |
| 10 | 09/07/1961 | Autódromo de Buenos Aires        | Ford V8 |
| 11 | 06/05/1962 | Autódromo de Buenos Aires        | Ford V8 |
| 12 | 14/10/1962 | Autódromo de Bahía Blanca        | Ford V8 |